# Edward Babiuch
Edward Mikołaj Babiuch (28 de diciembre de 1927-1 de febrero de 2021) fue un político comunista polaco. Fue primer ministro de Polonia en 1980.

## Biografía
Nacido en Dąbrowa Górnicza en 1927, fue minero en su juventud. Asumió el cargo de secretario del Comité Central del Partido Obrero Unificado Polaco. También fue uno de los cuatro vicepresidentes del Consejo de Estado de Polonia entre 1976 y 1980. Babiuch se desempeñó como el 50° Primer Ministro de Polonia del 18 de febrero al 24 de agosto de 1980, sucediendo a Piotr Jaroszewicz. Murió en febrero de 2021 a la edad de 93 años. Fue el ex primer ministro polaco más longevo, superando a Adam Jerzy Czartoryski.

## Vida personal
Estuvo casado con la doctora especialista en enfermedades infecciosas, Lidia Babiuch.